# Лавесси, Эсекьель
Эсекье́ль Ива́н Лаве́сси (исп. Ezequiel Iván Lavezzi; род. 3 мая 1985[…], Вилья-Гобернадор-Гальвес, Санта-Фе) — аргентинский футболист, нападающий. В течение своей карьеры наиболее важными его качествами были темп, трудолюбивый стиль игры, техника, креативность и прекрасный дриблинг; хотя он обычно играл на позиции вингера, его также иногда использовали в качестве второго нападающего или атакующего полузащитника.
Он начал свою карьеру в «Эстудиантесе», а после одного сезона был подписан «Дженоа», который отдал его в аренду в «Сан-Лоренсо», куда он в итоге перешёл на постоянной основе. В 2007 году его подписал «Наполи», в составе которого он выиграл Кубок Италии в 2012 году. Благодаря своим выступлениям в этом клубе, в 2012 году он перешёл в «Пари Сен-Жермен» за 26,5 миллионов евро, где провёл более 150 матчей за клуб и выиграл три чемпионата Лиги 1, два Кубка лиги и один Кубок Франции. Он завершил свою карьеру в Китае, где с 2016 по 2019 год выступал за команду «Хэбэй Чайна Форчун».
Лавесси представлял сборную Аргентины с 2007 по 2016 год. Он был частью команды, которая выиграла золотую олимпийскую медаль в 2008 году, а также помог ей выйти в финальную часть чемпионата мира 2014 года, Кубка Америки 2015 и Кубка Америки столетия.

## Ранние годы
Эсекьель Лавесси родился в небольшом аргентинском городке Вилья-Гобернадор-Гальвес. В детстве он занимался в школе местного клуба «Колонел Агирре». Он играл в молодёжных командах «Росарио Сентраль», но покинул её, когда в команде сменился тренер. Позже он отправился в Италию, чтобы пройти просмотр в «Пескаре», но был вынужден вернуться в Аргентину из-за проблем с паспортом. После того, как ему отказали в просмотре в молодёжных командах «Бока Хуниорс».
Из-за этого он решил бросить футбол, но по настоянию своего старшего брата он согласился на просмотр в «Эстудиантесе», где был принят и начал профессиональную карьеру в возрасте 17 лет.

## Клубная карьера
В 2003 году Лавесси перешел в основную команду «Эстудиантесе», где за один сезон провёл 39 матчей и забил 17 голов..

### «Сан-Лоренсо»
В 2004 году был куплен итальянской командой «Дженоа» за 1 миллион евро, но сразу же был отдан в аренду в аргентинский клуб «Сан-Лоренсо». Здесь в возрасте 19 лет он участвовал в турнире Апертура 2004, забив в общей сложности восемь голов за сезон; в итоге он занял 4-е место среди лучших бомбардиров. Среди наиболее заметных достижений игрока — впечатляющий гол в матче с «Ривер Плейт» на стадионе «Монументаль». Он забил гол на 69-й минуте, обеспечив «Сан-Лоренсо» знаменитую победу и серьёзно подорвав шансы «Ривер Плейта» на титул. Это дало ему прозвище «Зверь» (исп. la Bestia) в аргентинских СМИ. После сезона в Аргентине он возвратился в «Дженоа», но из-за скандала с договорными матчами «генуэзцев» отправили в Серию C1, а Лавесси был продан в «Сан-Лоренсо» за 1,2 миллиона евро.
Вернувшись в «Сан-Лоренсо» в сезоне Апертуры 2005 года, он сумел помочь клубу подняться в верхнюю половину таблицы и с восемью голами занял четвертое место среди лучших бомбардиров. Его последним выступлением в качестве игрока «Сан-Лоренцо» было то, что он помог им завоевать титул Клаусура 2007, обойдя «Бока Хуниорс» на шесть очков.

### «Наполи»
«Наполи» недавно добился повышения в Серию А после того, как в предыдущем сезоне занял второе место в Серии B. 5 июля 2007 года стремясь усилить свой состав для возвращения на высший уровень, итальянский клуб подписал с Лавесси пятилетний контракт. Сумма сделки составила около 6 миллионов евро. В команде аргентинец сразу начал показывать хорошие результаты, в частности, он сделал хет-трик в ворота «Пизы» в матче на Кубок Италии; это был первый хет-трик игрока «Наполи» за последние 14 лет. Свой первый гол в чемпионате он забил в ворота «Удинезе» 2 сентября 2007 года. После матча, завершившегося победой «Наполи» со счётом 5:0, СМИ объявили о рождении новой «неаполитанской звезды». Неаполитанский клуб не выигрывал матч чемпионата с таким большим отрывом с 1988 года, когда в клубе играл Диего Марадона. СМИ, как они обычно поступают со многими перспективными молодыми аргентинскими игроками, которые появляются в Италии, быстро окрестили Лавесси «новым Марадоной». Сам игрок, однако, преуменьшил это, вместо этого сравнив себя с другим аргентинским игроком, Карлосом Тевесом.

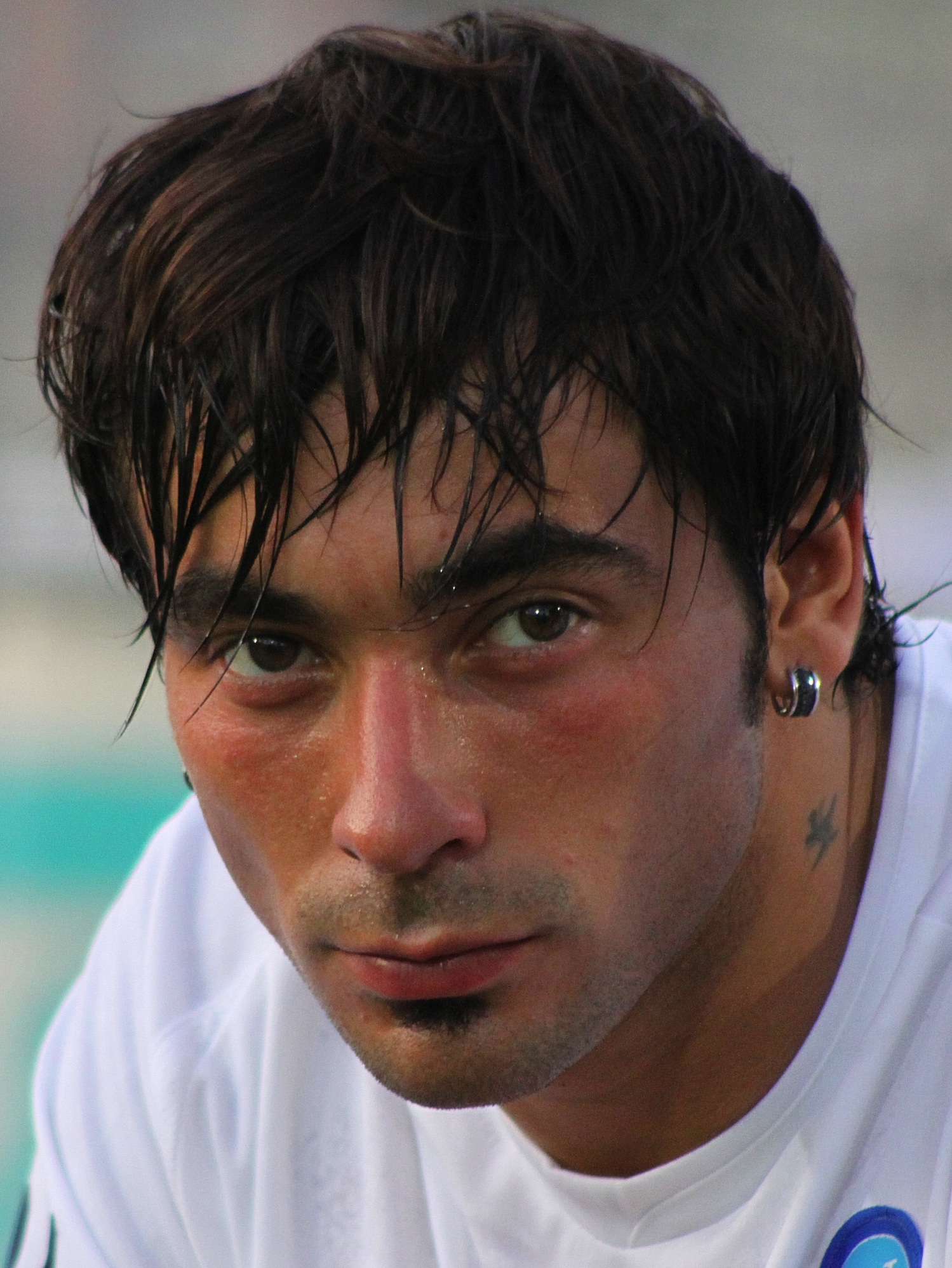
Лавесси в составе «Наполи» в 2009 году.

Сезон 2007/08 он завершил с восемью голами в 35 матчах. Он быстро стал центром симпатии болельщиков благодаря своим быстрым ногам и резкости в штрафной. В сезоне 2008/09 он забил семь голов в 30 матчах. В сезоне 2009/10 он забил восемь голов в 30 матчах, но пропустил около 10 игр из-за травм. Лавесси остался в «Наполи» на сезон 2010/11 годов, но получил футболку с номером 22 после того, как отдал свой номер 7 недавно подписанному нападающему Эдинсону Кавани в качестве приветственного жеста. В том же сезоне он забил два гола в Лиге Европы, против «Эльфсборга» и «Ливерпуля» соответственно, забил шесть и ассистировал ещё 12 в Серии А, а также оказался в сетке ворот в матче Кубка Италии против «Болоньи».
10 сентября забил свой первый гол в сезоне 2011/12 в уверенной победе над «Чезеной» (3:1), открыв счёт на третьей минуте. 26 октября был назван «игроком матча», когда он забил гол с передачи партнера по атаке Эдинсона Кавани и одержал победу над «Удинезе» со счётом 2:0. Незадолго до зимнего перерыва аргентинец забил один раз и ассистировал на один из голов Кавани, когда «Наполи» обыграл «Лечче» (4:2).
17 февраля 2012 года в уверенной победе «Наполи» над «Фиорентиной» со счётом 3:0 Лавесси установил окончательный счёт на 90-й минуте дальним ударом. Четыре дня спустя он забил свои первые два гола в Лиге чемпионов; они пришлись на победу над «Челси» (3:1) в первом матче 1/8 финала. В следующее воскресенье, 26 февраля, аргентинец забил единственный гол в игре, когда «Наполи» победил «Интернационале» и поднялся на пятое место в турнирной таблице.
4 марта 2012 года Лавесси появился на поле на 86-й минуте, чтобы забить победный гол в матче против «Пармы», хотя результат был спорным, так как игрок оказался в положении «вне игры». 11 апреля забил свой девятый и последний гол в сезоне Серии А в поражении от «Аталанты» со счётом 1:3, получив мяч от Горана Пандева и протолкнув его мимо вратаря Андреа Консильи. 20 мая Лавесси завоевал свою первую награду в составе «Наполи», когда клуб победил «Ювентус» со счётом 2:0 в финале Кубка Италии. Во время матча на аргентинце сфолил в штрафной на вратаре «Ювентуса» Марко Сторари, и «Наполи» был назначен пенальти, который реализовал Эдинсон Кавани, забив первый гол «Наполи» и отправив клуб к своему первому трофею за более чем 20 лет.

### «Пари Сен-Жермен»
2 июля 2012 года Лавесси подписал четырёхлетний контракт с «Пари Сен-Жермен» на сумму около 31 млн евро (26 миллионов евро плюс различные бонусы). В команде Карло Анчелотти он стал выступать под номером 11, поскольку его любимый номер 22 уже принадлежит Сильвену Арману. Свой первый матч за новую команду он провёл против московского ЦСКА — товарищеский матч в рамках подготовки к сезону. В последней предсезонной игре против «Барселоны» он заработал пенальти на 64-й минуте, который реализовал другой ключевой новичёк «ПСЖ», Златан Ибрагимович.

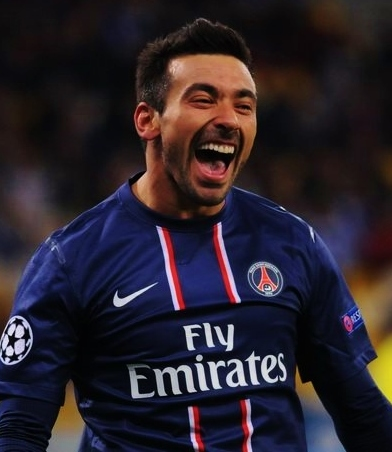
Лавесси празднует гол в составе «Пари Сен-Жермен» в 2015 году.

11 августа аргентинец дебютировал в составе парижского клуба в матче против «Лорьяна», сыграв вничью 2:2 в матче открытия сезона 2012/13. Но 19 августа, во 2-м туре чемпионата, он получил красную карточку в матче против «Аяччо» и был дисквалифицирован на два матча. Его дебютный сезон за парижский клуб был сложным: в конце сентября он провёл на поле всего 131 минуту в чемпионате. Некоторые люди ставили под сомнение его образ жизни и его ночную деятельность, которая, как говорили, была проблемой игрока. Он оправдывался по этому поводу: «На поле я делаю то, что должен делать. После этого я иду ужинать. Как нормальный человек». 4 октября в матче против «Порту» он травмировал приводящие мышцы и выбыл на десять дней. Его первые два гола за «ПСЖ» состоялись 21 ноября в Лиге чемпионов, обеспечив квалификацию в 1/8 финала благодаря выездной победе над киевским «Динамо» со счётом 0:2. 4 декабря Лавесси забил свой третий гол за «парижан» в Лиге чемпионов, пробив в ближний угол от вратаря «Порту» Элтона; победа над чемпионам Португалии со счётом 2:1 обеспечила «ПСЖ» первое место в группе. Его первый гол в чемпионате состоялся через четыре дня, 8 декабря, когда «ПСЖ» со счётом 4:0 обыграл «Эвиан» на «Парк де Пренс». 11 декабря Лавесси забил четвертый гол «ПСЖ» после хет-трика Златана Ибрагимовича, когда столичный клуб нанёс «Валансьену» (4:0) первое домашнее поражение в сезоне. 12 февраля 2013 года забил первый гол в матче с «Валенсией» в 1/8 финала Лиги чемпионов, что помогло «ПСЖ» одержать победу в гостях со счётом 2:1. Лавесси обеспечил ничью, сравняв счёт в матче при счёте 1:1 и обеспечив французской команде суммарную победу со счётом 3:2, выйдя в четвертьфинал Лиги чемпионов впервые с 1995 года. 21 ноября 2014 года забил гол на 83-й минуте в матче с «Мецем» (3:2) и вывел «ПСЖ» на первое место в чемпионате, опередив «Марсель».
В январе 2015 года Лавесси и Эдинсон Кавани были оштрафованы и дисквалифицированы на два матча тренером «ПСЖ» Лораном Бланом за пропуск тренировочного сбора в Марокко в середине сезона и первой тренировки после перерыва. 25 апреля сделал хет-трик в разгроме «Лилля» со счётом 6:1. 16 мая он забил победный гол в победе над «Монпелье» (2:1), выиграв третий подряд титул чемпиона Франции для «Пари Сен-Жермен». Свой последний матч за французский клуб он провёл 27 января 2016 года против «Тулузы» в Кубке лиги (2:0). 20 февраля 2016 года перед матчем Лиги 1 против «Реймса» он попрощался с командой на «Парк де Пренс» и получил овацию от своих теперь уже бывших товарищей по команде.

### «Хэбэй Чайна Форчун»
В феврале 2016 года перешёл в «Хэбэй Чайна Фортун», подписав контракт на два года. За трансфер Лавесси французский клуб получил около 6 миллионов евро. По информации хакеров из Football Leaks, нападающий являлся на тот момент самым высокооплачиваемым игроком в мире. В неделю форвард получал около 950 тысяч евро. В год аргентинец зарабатывал примерно 50 миллионов евро. Из-за травмы, полученной в июне 2016 года во время выступления за сборную Аргентины на Кубке Америки, в дебютном сезоне Лавесси сыграл всего 10 матчей.
В мае 2017 года Лавесси принял участие в фотосессии китайской Суперлиги, на одной из фотографий он сделал себе узкий, азиатский, разрез глаз, причём, как сообщалось, эту позу ему подсказал фотограф. Это вызвало бурную реакцию в социальных сетях, китайцы и другие обвинили игрока в расизме. Позже аргентинец извинился за этот инцидент. 27 ноября 2019 года забил свой последний гол за клуб в матче против «Гуанчжоу Эвергранд» (1:3). Вскоре после матча он объявил об уходе из команды.

## Карьера в сборной
За сборную Аргентины Лавесси дебютировал 18 апреля 2007 года в матче против Чили. В 2008 году был вызван в олимпийскую сборную по футболу, которая представляла Аргентину на Олимпийских играх 2008 года. Во время Олимпийских игр он забил два гола, один против сборной Австралии 10 августа 2008 года и пенальти против сборной Сербии 13 августа 2008 года. Лавесси также появился на последних минутах дополнительного времени в матче за золотые медали против сборной Нигерии, который Аргентина выиграла 1:0.

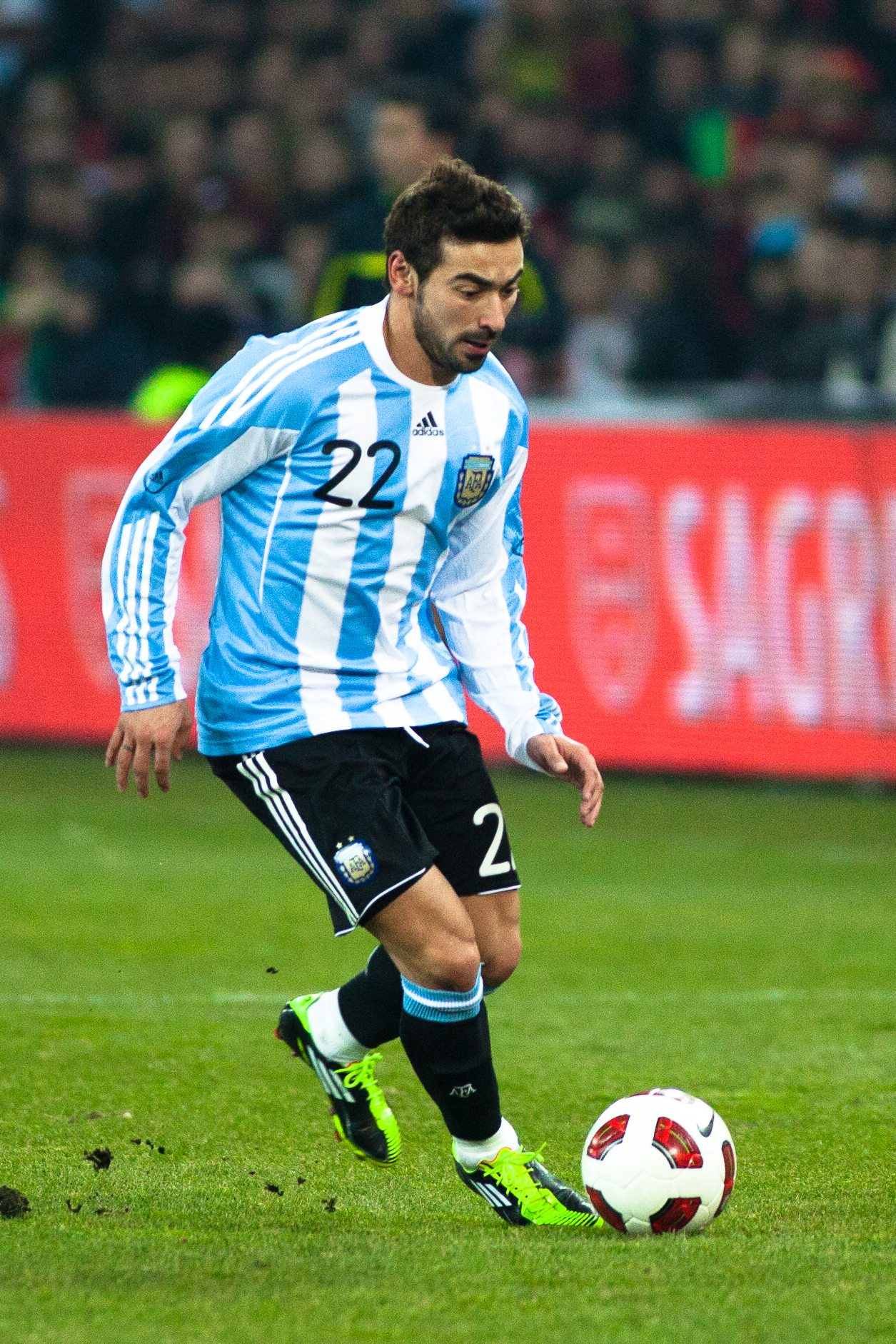
Лавесси в товарищеском матче со сборной Португалии, 2011 год

Клубная форма игрока оказалась недостаточной для того, чтобы Диего Марадона включил его в состав сборной на чемпионат мира 2010 года, что стало неожиданностью, наряду с защитником «Ньюкасл Юнайтед» Фабрисио Колоччини. 17 ноября 2010 года сборная Аргентины встретилась с Бразилией в товарищеском матче в Катаре, в котором Аргентина выиграла благодаря голу Лионеля Месси в компенсированное время после великолепной комбинации с Лавесси.
С тех пор он стал постоянным игроком старшей сборной под руководством Серхио Батисты, который руководил командой на Олимпийских играх 2008 года. Батиста включил его в состав сборной Аргентины на Кубок Америки 2011 года. В последней подготовительной игре Аргентины перед турниром он забил первый гол в товарищеском матче против сборной Албании 21 июня 2011 года — матч закончился со счётом 4:0 в пользу Аргентины и стал первым голом Лавесси за сборную. В финальном турнире в своей стране Лавесси трижды выходил на поле на групповом этапе, но был отстранён от участия в четвертьфинальном матче, в котором хозяева были выбиты из турнира окончательными чемпионами сборной Уругвая по пенальти.
Лавесси был включён новым тренером Алехандро Сабеллой в состав сборной Аргентины на ЧМ-2014 из 23 человек. Он провёл шесть матчей на протяжении всего турнира, создав гол Месси в матче против сборной Ирана после выхода со скамейки запасных, а также гол Маркоса Рохо против Нигерии. В финале против сборной Германии он создал гол для Гонсало Игуаина, но он был правильно признан офсайдом; Лавесси был заменён на Серхио Агуэро в перерыве, и Аргентина была побеждена 0:1 в дополнительное время.
Лавесси был в составе сборной Аргентины, которая вышла в финал Кубка Америки 2015 года, но была побеждена хозяевами турнира сборной Чили по пенальти.
В мае 2016 года Лавесси был включён Херардо Мартино в окончательный состав сборной Аргентины из 23 человек для участия в Кубке Америки 2016 года. Игрок сделал свой первый гол на турнире в заключительном групповом матче сборной Аргентины против сборной Боливии 14 июня, забив гол и создав ещё один в победе со счётом 3:0; он был назван лучшим игроком матча. В полуфинале турнира, выигранном со счётом 4:0 у хозяев — сборной США, Лавесси открыл счёт на третьей минуте игры и позже организовал первый гол Гонсало Игуаина, хотя он сломал левый локоть после падения на рекламный щит в погоне за мячом. Из-за этой травмы он был исключён из финального матча против сборной Чили, где Аргентина потерпела поражение со счетом 2:4 по пенальти после ничьей 0:0 в дополнительное время.

## Характеристика игрока
Лавесси известен своим темпом, ускорением, энергией, крепким телосложением, подвижностью и трудолюбивым стилем игры, а также своей техникой, креативностью, быстрыми ногами, способностью к дриблингу и остротой игры в штрафной; он также является хорошим пенальтистом. ESPN описывает аргентинца как «превосходного игрока, умеющего перемещаться и находить пространство между полузащитой и обороной соперника. Он обладает отличным темпом и способностью к переходу, а также умеет обыграть соперника или нарваться на фол в опасных зонах. Он считается качественным игроком физически, тактически и технически.». Универсальный нападающий, хотя он обычно используется как вингер на любом фланге, благодаря своим способностям играть любой ногой, он также иногда используется как второй нападающий или атакующий полузащитник, благодаря своей способности забивать голы и создавать моменты для своих партнеров по команде. Несмотря на его мастерство и способности как футболиста, его обвиняли в том, что он иногда бывает слишком темпераментным на поле, и критиковали за споры с судьей.

## Личная жизнь
В начале января 2024 года был срочно доставлен в психиатрическую больницу по причине слуховых галлюцинаций. Как сообщает Marca, у Лавесси случилась передозировка наркотическими веществами. В свою очередь сын Лавесси сообщил, что у его отца «не было никакой передозировки». Незадолго до отправления в лечебницу бывший футболист «пытался пораниться ножницами». Также у игрока был обнаружен перелом ключицы.

## Достижения
«Сан-Лоренсо де Альмагро»
- Чемпион Аргентины (Клаусура): 2007

«Наполи»
- Обладатель Кубка Италии: 2012

«Пари Сен-Жермен»
- Чемпион Франции (3): 2013, 2014, 2015
- Обладатель Суперкубка Франции(3): 2013, 2014, 2015
- Обладатель Кубка французской лиги (2): 2013/14, 2014/15
- Обладатель Кубка Франции: 2014/15

Сборная Аргентины
- Олимпийский чемпион: 2008

## Статистика
| Клуб                    | Сезон   | Чемпионат | Чемпионат | Кубок | Кубок | Конт.кубок | Конт.кубок | Итого | Итого |
| Клуб                    | Сезон   | Игры      | Голы      | Игры  | Голы  | Игры       | Голы       | Игры  | Голы  |
| ----------------------- | ------- | --------- | --------- | ----- | ----- | ---------- | ---------- | ----- | ----- |
| Эстудиантес             | 2003/04 | 39        | 17        | ?     | ?     | -          | -          | 39    | 17    |
| Сан-Лоренсо             | 2004/05 | 29        | 9         | ?     | ?     | 4          | 0          | 33    | 9     |
| Сан-Лоренсо де Альмагро | 2005/06 | 22        | 9         | ?     | ?     | -          | -          | 22    | 9     |
| Сан-Лоренсо де Альмагро | 2006/07 | 33        | 7         | ?     | ?     | 5          | 1          | 38    | 8     |
| Наполи                  | 2007/08 | 35        | 8         | 4     | 3     | -          | -          | 39    | 11    |
| Наполи                  | 2008/09 | 30        | 7         | 1     | 0     | 3          | 1          | 34    | 8     |
| Наполи                  | 2009/10 | 30        | 8         | 1     | 1     | -          | -          | 31    | 9     |
| Наполи                  | 2010/11 | 31        | 6         | 1     | 1     | 7          | 2          | 27    | 8     |
| Наполи                  | 2011/12 | 30        | 9         | 4     | 0     | 8          | 2          | 42    | 11    |
| Пари Сен-Жермен         | 2012/13 | 28        | 3         | 5     | 3     | 9          | 5          | 42    | 11    |
| Пари Сен-Жермен         | 2013/14 | 32        | 9         | 6     | 1     | 10         | 2          | 48    | 12    |
| Пари Сен-Жермен         | 2014/15 | 31        | 8         | 8     | 1     | 8          | 0          | 47    | 9     |
| Пари Сен-Жермен         | 2015/16 | 22        | 2         | 0     | 0     | 2          | 0          | 24    | 4     |